# Okap z Rurą
Okap z Rurą – schronisko w Wielkiej Skale w Wąwozie Podskalańskim na Wyżynie Olkuskiej będącej częścią Wyżyny Krakowsko-Częstochowskiej. Znajduje się w północno-wschodniej części wsi Tomaszowice w województwie małopolskim, w powiecie krakowskim, w gminie Wielka Wieś.

## Opis obiektu
Znajduje się pod niewielkim okapem u północno-zachodniej podstawy Wielkiej Skały i jest pozostałością kanału krasowego, który uległ denudacji. Ma postać ślepo zakończonej rury o długości ok. 6 m. Rura jest w całości oświetlona rozproszonym światłem słonecznym. Brak w niej nacieków, a namulisko składa się z kamieni zmieszanych z cienką warstwą gleby.
Schronisko jest znane od dawna, ale z powodu małych rozmiarów i małej atrakcyjności nie było w literaturze opisywane. Po raz pierwszy zmierzył go opisał go Adam Polonius we wrześniu 2015 roku.

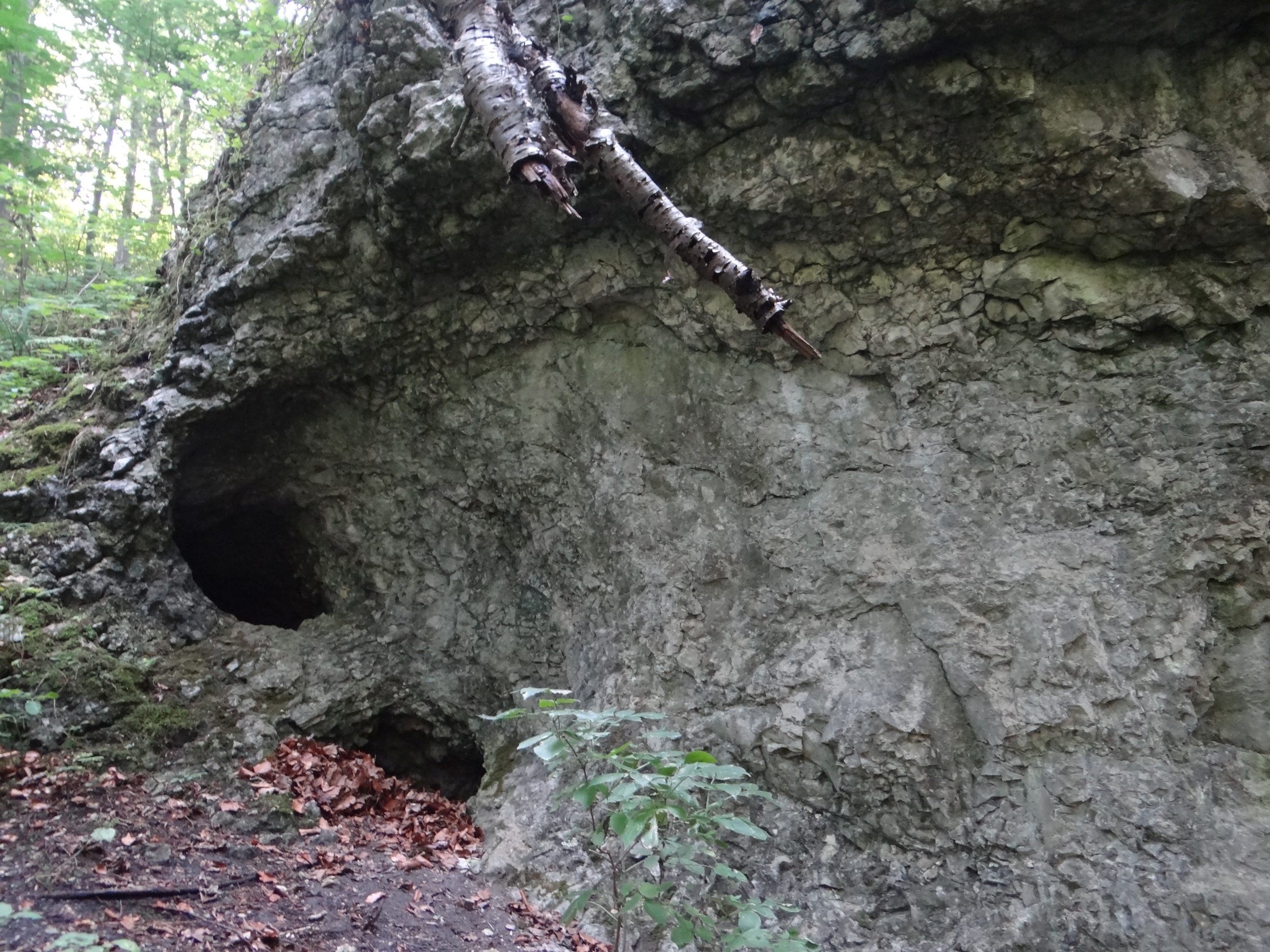
Górny otwór to wylot Okapu z Rurą

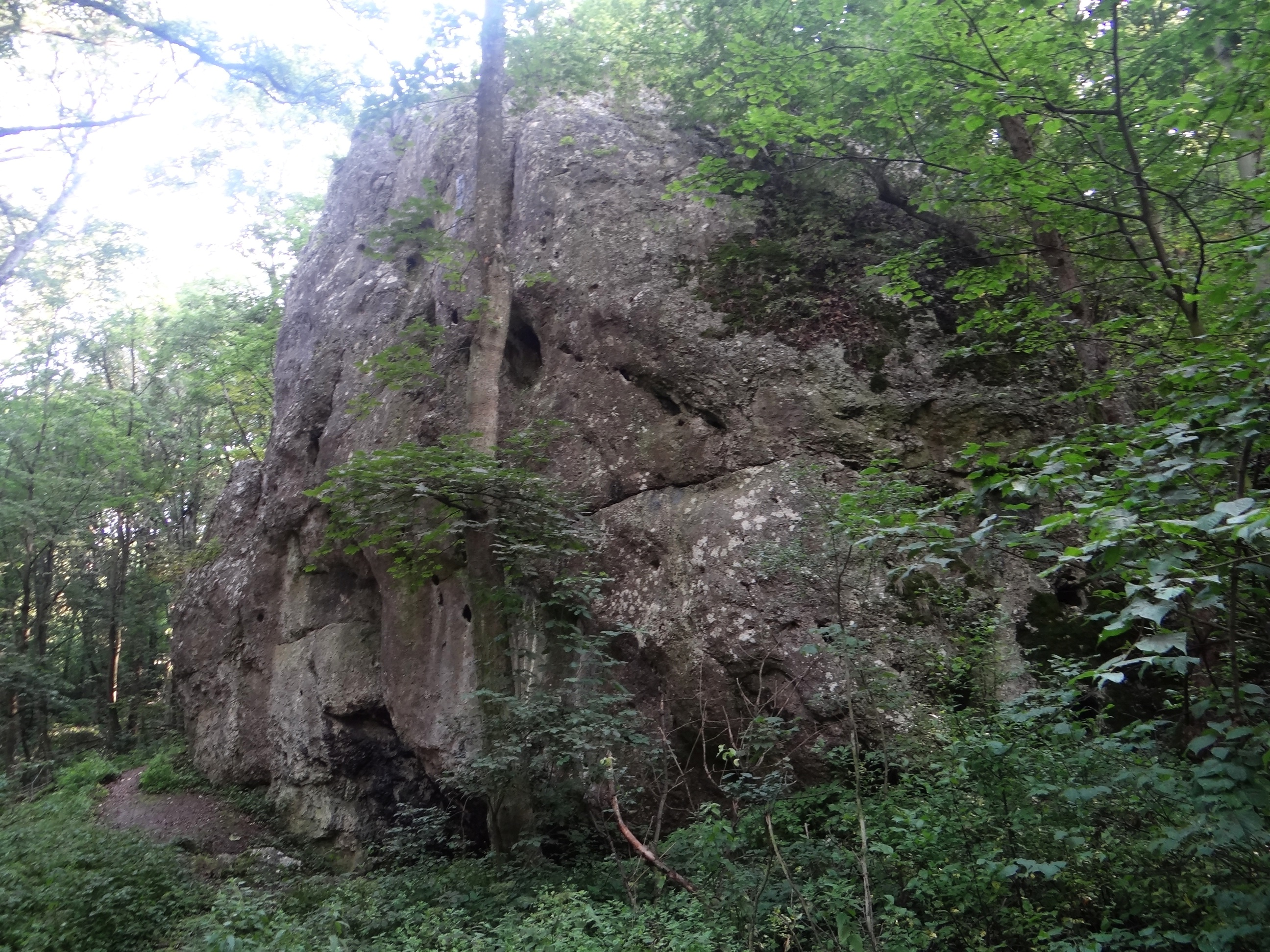
Wielka Skała

## Jaskinie i schroniska w Wąwozie Podskalańskim
- Jaskinia Borsucza,
- Lisia Jama,
- Okap z Rurą,
- Schronisko Drugie,
- Schronisko pod Kamieniami w Szczelinie,
- Schronisko Wilczy Skok[3].

Tuż obok Wielkiej Skały i Okapu z Rurą biegnie czarno znakowany szlak rowerowy.